# Veli Pascha von Morea
Veli Pascha von Morea (* um 1771 in Tepelena; † 1822 in Istanbul) war der zweite Sohn von Tepedelenli Ali Pascha und  Emine Aslan-Pashali, einer Tochter von Ali Kaplan Pascha. Er war von albanischer Abstammung und die Hohe Pforte verlieh ihm den Titel Pascha von Albanien.

## Leben
Mit 17 Jahren wurde Veli Pascha zum Sandschakbey von Trikala ernannt. Er heiratete 1798 Zeivenie, eine Tochter von Ibrahim Pasha von Berat. Seine zweite Frau war Zybeide H. Vlora, die Tochter von Sylejman Pascha. Er war sehr gebildet und beherrschte die albanische, griechische, türkische und italienische Sprache.
Am 3. September 1803 führte er die Truppen seines Vaters gegen die Sulioten in den Krieg und besiegte diese. Von 1804 bis 1806/7 und von 1812 bis 1819 war er Kommandant von Thessalien. Dort errichtete er zwei Paläste, einen in Desiani (heute Aetolofos) südlich des Berges Ossa und den zweiten in Tirnavos, 14 km nördlich von Larisa. Von 1806/7 bis 1812 war er osmanischer Gouverneur von Morea mit Sitz in Tripolitza und Pascha mit drei Rossschweifen. Veli Pascha achtete die christlichen Einwohner in seinem Machtbereich und verhängte hohe Strafen auf die Tötung eines Christen. 1810 kämpfte er im Russisch-Türkischen Krieg an der Donau gegen Russen, die ihm große Verluste beibrachten.
Nachdem Veli Paschas Vater 1822 von Sultan Mahmud II. besiegt und getötet worden war, wurde auch Veli Pascha gefangen genommen. Er wurde nach Istanbul gebracht und nachdem er der Enthauptung seines Sohnes Mehmet beigewohnt hatte, wurde auch er auf diese Weise hingerichtet. Sein Leichnam wurde beim Silivritor (Quellentor) begraben. 2006 entdeckte man auf dem Zeytinburnu-Ayvalık-Friedhof in Istanbul sein Grab.
Veli Pascha soll aus Profitgier antike Stätten geplündert haben. Außerdem soll er gegen Entgelt Lord Elgin und Lord Sligo das Schatzhaus des Atreus in Mykene zur Ausplünderung überlassen haben. Im April 1808 ließ er einen Mohammedaner in Mykene graben. Dieser entdeckte das Grab der Klytaimnestra und in diesem mehrere Gräber mit Skeletten und als Grabbeigaben goldenen und silbernen Schmuck, wertvolle Steine und Gemmen. Außerdem entdeckte man etwa 25 Statuen und einen Marmortisch. Man transportierte alles nach Tripolitza, jedoch ließ Veli Pascha angeblich die sterblichen Überreste und die Gemmen wegwerfen. Alle anderen Funde verkaufte er an westliche Reisende für 80.000 Gros.